# Pierre-Hugues Herbert
Pierre-Hugues Herbert, född 18 mars 1991, är en fransk tennisspelare. Han har gjort en karriär-Grand Slam, efter att tillsammans med Nicolas Mahut vunnit dubbeln vid US Open 2015, Wimbledon 2016, Franska öppna 2018 och Australiska öppna 2019.

## Karriär
I februari 2020 vann Herbert och Nicolas Mahut sin första titel för året då de vann Rotterdam Open efter att ha besegrat Henri Kontinen och Jan-Lennard Struff i finalen.

## Titlar och finaler

### Grand Slam

#### Dubbel: 5 (4 titlar, 1 andraplats)
| Resultat | År   | Mästerskap        | Underlag   | Medspelare    | Motståndare                             | Resultat           |
| -------- | ---- | ----------------- | ---------- | ------------- | --------------------------------------- | ------------------ |
| Tvåa     | 2015 | Australiska öppna | Hard court | Nicolas Mahut | Simone Bolelli Fabio Fognini            | 4–6, 4–6           |
| Vinnare  | 2015 | US Open           | Hard court | Nicolas Mahut | Jamie Murray John Peers                 | 6–4, 6–4           |
| Vinnare  | 2016 | Wimbledon         | Gräs       | Nicolas Mahut | Julien Benneteau Édouard Roger-Vasselin | 6–4, 7–6(7–1), 6–3 |
| Vinnare  | 2018 | Franska öppna     | Grus       | Nicolas Mahut | Oliver Marach Mate Pavić                | 6–2, 7–6(7–4)      |
| Vinnare  | 2019 | Australiska öppna | Hard court | Nicolas Mahut | Henri Kontinen John Peers               | 6–4, 7–6(7–1)      |

### ATP World Tour Finals

#### Dubbel: 2 (1 titel, 1 andraplats)
| Resultat | År   | Mästerskap                    | Underlag       | Medspelare    | Motståndare                 | Resultat          |
| -------- | ---- | ----------------------------- | -------------- | ------------- | --------------------------- | ----------------- |
| Tvåa     | 2018 | ATP World Tour Finals, London | Hard court (i) | Nicolas Mahut | Mike Bryan Jack Sock        | 7–5, 1–6, [11–13] |
| Vinnare  | 2019 | ATP World Tour Finals, London | Hard court (i) | Nicolas Mahut | Raven Klaasen Michael Venus | 6–3, 6–4          |

### Masters 1000

#### Dubbel: 8 (7 titlar, 1 andraplats)
| Resultat | År   | Mästerskap           | Underlag       | Medspelare    | Motståndare                   | Resultat         |
| -------- | ---- | -------------------- | -------------- | ------------- | ----------------------------- | ---------------- |
| Vinnare  | 2016 | Indian Wells Masters | Hard court     | Nicolas Mahut | Vasek Pospisil Jack Sock      | 6–3, 7–6(7–5)    |
| Vinnare  | 2016 | Miami Open           | Hard court     | Nicolas Mahut | Raven Klaasen Rajeev Ram      | 5–7, 6–1, [10–7] |
| Vinnare  | 2016 | Monte Carlo Masters  | Grus           | Nicolas Mahut | Jamie Murray Bruno Soares     | 4–6, 6–0, [10–6] |
| Tvåa     | 2016 | Paris Masters        | Hard court (i) | Nicolas Mahut | Henri Kontinen John Peers     | 4–6, 6–3, [6–10] |
| Vinnare  | 2017 | Italian Open         | Grus           | Nicolas Mahut | Ivan Dodig Marcel Granollers  | 4–6, 6–4, [10–3] |
| Vinnare  | 2017 | Canadian Open        | Hard court     | Nicolas Mahut | Rohan Bopanna Ivan Dodig      | 6–4, 3–6, [10–6] |
| Vinnare  | 2017 | Cincinnati Masters   | Hard court     | Nicolas Mahut | Jamie Murray Bruno Soares     | 7–6(8–6), 6–4    |
| Vinnare  | 2019 | Paris Masters        | Hard court (i) | Nicolas Mahut | Karen Khachanov Andrey Rublev | 6–4, 6–1         |

### ATP-finaler i kronologisk ordning

#### Singel: 3 (3 andraplatser)
| Teckenförklaring                  |
| --------------------------------- |
| Grand Slam turneringar (0–0)      |
| ATP World Tour Finals (0–0)       |
| ATP World Tour Masters 1000 (0–0) |
| ATP World Tour 500 Series (0–0)   |
| ATP World Tour 250 Series (0–3)   |

| Finaler efter underlag |
| ---------------------- |
| Hard court (0–3)       |
| Grus (0–0)             |
| Gräs (0–0)             |

| Resultat | V–F | Datum          | Turnering                     | Kategori   | Underlag       | Motståndare        | Resultat      |
| -------- | --- | -------------- | ----------------------------- | ---------- | -------------- | ------------------ | ------------- |
| Tvåa     | 0–1 | Augusti 2015   | Winston-Salem Open, USA       | 250 Series | Hard court     | Kevin Anderson     | 4–6, 5–7      |
| Tvåa     | 0–2 | September 2018 | Shenzhen Open, Kina           | 250 Series | Hard court     | Yoshihito Nishioka | 5–7, 6–2, 4–6 |
| Tvåa     | 0–3 | Februari 2019  | Open Sud de France, Frankrike | 250 Series | Hard court (i) | Jo-Wilfried Tsonga | 4–6, 2–6      |

#### Dubbel: 25 (18 titlar, 7 andraplatser)
| Teckenförklaring                  |
| --------------------------------- |
| Grand Slam turneringar (4–1)      |
| ATP World Tour Finals (1–1)       |
| ATP World Tour Masters 1000 (7–1) |
| ATP World Tour 500 Series (5–0)   |
| ATP World Tour 250 Series (1–4)   |

| Finaler efter underlag |
| ---------------------- |
| Hard court (12–6)      |
| Grus (3–0)             |
| Gräs (3–1)             |

| Resultat | V–F  | Datum          | Turnering                                      | Kategori     | Underlag       | Medspelare        | Motståndare                             | Resultat              |
| -------- | ---- | -------------- | ---------------------------------------------- | ------------ | -------------- | ----------------- | --------------------------------------- | --------------------- |
| Vinnare  | 1–0  | Oktober 2014   | Japan Open, Japan                              | 500 Series   | Hard court     | Michał Przysiężny | Ivan Dodig Marcelo Melo                 | 6–3, 6–7(3–7), [10–5] |
| Tvåa     | 1–1  | Januari 2015   | Australian Open, Australien                    | Grand Slam   | Hard court     | Nicolas Mahut     | Simone Bolelli Fabio Fognini            | 4–6, 4–6              |
| Tvåa     | 1–2  | Juni 2015      | Rosmalen Championships, Nederländerna          | 250 Series   | Gräs           | Nicolas Mahut     | Ivo Karlović Łukasz Kubot               | 2–6, 6–7(9–11)        |
| Vinnare  | 2–2  | Juni 2015      | Queen's Club Championships, Storbritannien     | 500 Series   | Gräs           | Nicolas Mahut     | Marcin Matkowski Nenad Zimonjić         | 6–2, 6–2              |
| Vinnare  | 3–2  | September 2015 | US Open, USA                                   | Grand Slam   | Hard court     | Nicolas Mahut     | Jamie Murray John Peers                 | 6–4, 6–4              |
| Tvåa     | 3–3  | September 2015 | Moselle Open, Frankrike                        | 250 Series   | Hard court (i) | Nicolas Mahut     | Łukasz Kubot Édouard Roger-Vasselin     | 6–2, 3–6, [7–10]      |
| Vinnare  | 4–3  | Mars 2016      | Indian Wells Masters, USA                      | Masters 1000 | Hard court     | Nicolas Mahut     | Vasek Pospisil Jack Sock                | 6–3, 7–6(7–5)         |
| Vinnare  | 5–3  | April 2016     | Miami Open, USA                                | Masters 1000 | Hard court     | Nicolas Mahut     | Raven Klaasen Rajeev Ram                | 5–7, 6–1, [10–7]      |
| Vinnare  | 6–3  | April 2016     | Monte Carlo Masters, Monaco                    | Masters 1000 | Grus           | Nicolas Mahut     | Jamie Murray Bruno Soares               | 4–6, 6–0, [10–6]      |
| Vinnare  | 7–3  | Juni 2016      | Queen's Club Championships, Storbritannien (2) | 500 Series   | Gräs           | Nicolas Mahut     | Chris Guccione André Sá                 | 6–3, 7–6(7–5)         |
| Vinnare  | 8–3  | Juli 2016      | Wimbledon, Storbritannien                      | Grand Slam   | Gräs           | Nicolas Mahut     | Julien Benneteau Édouard Roger-Vasselin | 6–4, 7–6(7–1), 6–3    |
| Tvåa     | 8–4  | Oktober 2016   | European Open, Belgien                         | 250 Series   | Hard court (i) | Nicolas Mahut     | Daniel Nestor Édouard Roger-Vasselin    | 4–6, 4–6              |
| Tvåa     | 8–5  | November 2016  | Paris Masters, Frankrike                       | Masters 1000 | Hard court (i) | Nicolas Mahut     | Henri Kontinen John Peers               | 4–6, 6–3, [6–10]      |
| Vinnare  | 9–5  | Maj 2017       | Italian Open, Italien                          | Masters 1000 | Grus           | Nicolas Mahut     | Ivan Dodig Marcel Granollers            | 4–6, 6–4, [10–3]      |
| Vinnare  | 10–5 | Augusti 2017   | Canadian Open, Kanada                          | Masters 1000 | Hard court     | Nicolas Mahut     | Rohan Bopanna Ivan Dodig                | 6–4, 3–6, [10–6]      |
| Vinnare  | 11–5 | Augusti 2017   | Cincinnati Masters, USA                        | Masters 1000 | Hard court     | Nicolas Mahut     | Jamie Murray Bruno Soares               | 7–6(8–6), 6–4         |
| Tvåa     | 11–6 | Januari 2018   | Maharashtra Open, Indien                       | 250 Series   | Hard court     | Gilles Simon      | Robin Haase Matwé Middelkoop            | 6–7(5–7), 6–7(5–7)    |
| Vinnare  | 12–6 | Februari 2018  | Rotterdam Open, Nederländerna                  | 500 Series   | Hard court (i) | Nicolas Mahut     | Oliver Marach Mate Pavić                | 2–6, 6–2, [10–7]      |
| Vinnare  | 13–6 | Juni 2018      | Franska öppna, Frankrike                       | Grand Slam   | Grus           | Nicolas Mahut     | Oliver Marach Mate Pavić                | 6–2, 7–6(7–4)         |
| Tvåa     | 13–7 | November 2018  | ATP Finals, Storbritannien                     | Tour Finals  | Hard court (i) | Nicolas Mahut     | Mike Bryan Jack Sock                    | 7–5, 1–6, [11–13]     |
| Vinnare  | 14–7 | Januari 2019   | Qatar Open, Qatar                              | 250 Series   | Hard court     | David Goffin      | Robin Haase Matwé Middelkoop            | 5–7, 6–4, [10–4]      |
| Vinnare  | 15–7 | Januari 2019   | Australian Open, Australien                    | Grand Slam   | Hard court     | Nicolas Mahut     | Henri Kontinen John Peers               | 6–4, 7–6(7–1)         |
| Vinnare  | 16–7 | November 2019  | Paris Masters, Frankrike                       | Masters 1000 | Hard court (i) | Nicolas Mahut     | Karen Khachanov Andrey Rublev           | 6–4, 6–1              |
| Vinnare  | 17–7 | November 2019  | ATP Finals, Storbritannien                     | Tour Finals  | Hard court (i) | Nicolas Mahut     | Raven Klaasen Michael Venus             | 6–3, 6–4              |
| Vinnare  | 18–7 | Februari 2020  | Rotterdam Open, Nederländerna (2)              | 500 Series   | Hard court (i) | Nicolas Mahut     | Henri Kontinen Jan-Lennard Struff       | 7–6(7–5), 4–6, [10–7] |